# Jean Baptiste Perrin
Jean Baptiste Perrin, conegut generalment com a Jean Perrin, (Lilla, França, 30 de setembre de 1870 - Nova York, EUA 17 d'abril de 1942) fou un físic i químic francès guardonat l'any 1926 amb el Premi Nobel de Física. Fou el pare de Francis Perrin, també físic, especialista en fissió nuclear, qui dirigí la Comissió per l'Energia Atòmica de França (CEA) de 1951 a 1970.

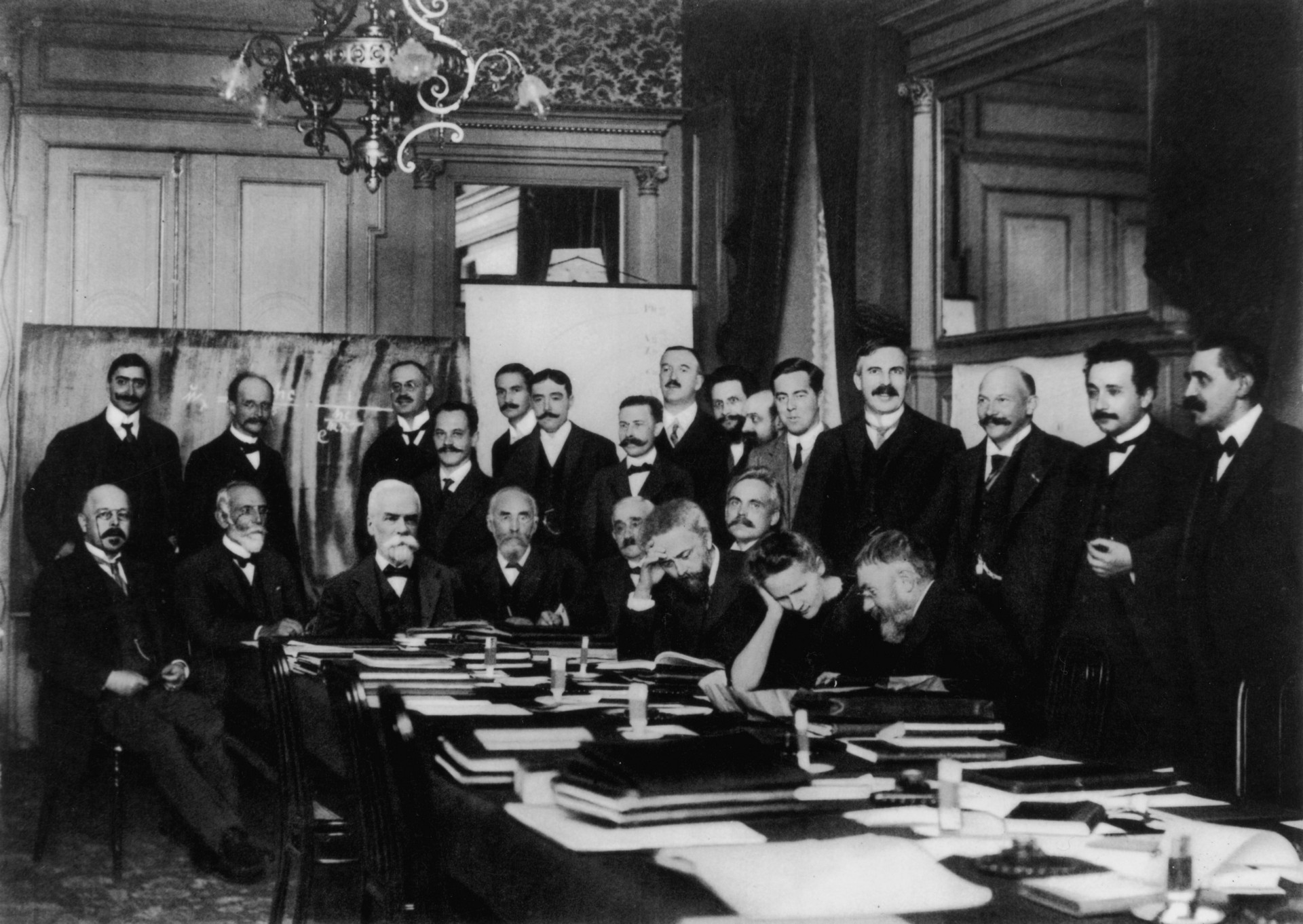
Primera Conferència Solvay de 1911. Podem veure Jean Baptiste Perrin situat a la dreta de Marie Curie reclinat sobre el seu braç

Perrin va cursar estudis en l'Escola Normal Superior de París, sent posteriorment professor de la mateixa des de 1891. L'any 1895 demostrà que els raigs catòdics estan fets de càrrega elèctrica negativa. El 1908 va calcular de forma exacta el nombre d'Avogadro, nombre de molècules contingudes en un centímetre cúbic de gas en condicions normals, mitjançant diferents mètodes. També va explicar l'energia solar a conseqüència de les reaccions termonuclears de l'hidrogen.
L'any 1910 es va incorporar a la Universitat de París com a professor de física-química, que dirigiria entre 1927 a 1940. Membre de les conferències Solvay de 1911 i 1927, l'any 1926 va ser guardonat amb el Premi Nobel de Física pels seus treballs relatius a la discontinuïtat de la matèria i pel descobriment de l'equilibri de sedimentació.
Durant la Primera Guerra Mundial va servir a l'exèrcit francès. El 1923 va ser escollit membre de l'Acadèmia Francesa de Ciències i fou també membre de la delegació estrangera de la Royal Society britànica. En 1936 va ser nomenat sotssecretari d'Estat per a assumptes científics en el Govern del Front Popular de Léon Blum. El 1940 es va traslladar als Estats Units, participant en el moviment "França Lliure" i va dirigir el departament científic de l'Escola Lliure d'Estudis Superiors de Nova York, on establí la seva residència definitiva.
Jean Baptiste Perrin morí el 1942 a la ciutat nord-americana de Nova York, sent transportades les seves cendres el 17 de novembre de 1948 al Panteó de París.

## Obres publicades
- Les principes. Exposé de thermodynamique (1901)
- Traité de chimie physique. Les principes (1903)
- Les preuves de la réalité moléculaire (1911)
- Les atomes (1913, 1936)
- Matière et Lumière (1919)
- Les éléments de la physique (1929)
- L'orientation actuelle des sciences (1930)
- Les formes chimiques de transition (1931)
- La recherche scientifique (1933)
- Grains de matière et grains de lumière (1935)
- L'organisation de la recherche scientifique en France (1938)
- À la surface des choses (1940-1941)
- La science et l'espérance (1948)